# Зграда Великобечкеречке штедионице
Зграда Великобечкеречке штедионице подигнута је у другој половини 19. века, на Вилзоновом тргу, данас Тргу др Зорана Ђинђића бр. 1, припада Старом градском језгру, као Просторно културно-историјске целине од великог значаја.
Једноспратну зграду подигла је трговачка фамилија Фрајнд у којој се у приземљу налазила кафана „Kруна”, а на спрату хотел. Године 1890. Великобечкеречка штедионица откупила од фирме „Фрајнд“ хотел за 48 000 форинти и на спрату сместила своје просторије. Сем тога, судећи према оновременим новинским натписима, штедионица је реновирала хотел, а зграду опремила водоводним и електро-инсталацијама. Извесно је да је том приликом и улична фасада овог објекта добила данашњи изглед.
Изградњом Војвођанске банке и подизањем платоа испред, зграда је изгубила на урбанистичком значају и репрезентативности коју је раније имала док је простор испред чинио стари трг. У згради је смештен Завод за заштиту споменика културе Зрењанин.